# Mouthe
Mouthe és un municipi francès situat al departament del Doubs i a la regió de Borgonya - Franc Comtat. L'any 2007 tenia 975 habitants.

## Demografia

### Població
El 2007 la població de fet de Mouthe era de 975 persones. Hi havia 384 famílies de les quals 123 eren unipersonals (37 homes vivint sols i 86 dones vivint soles), 94 parelles sense fills, 147 parelles amb fills i 20 famílies monoparentals amb fills.
La població ha evolucionat segons el següent gràfic:
Habitants censats

### Habitatges
El 2007 hi havia 683 habitatges, 381 eren l'habitatge principal de la família, 267 eren segones residències i 35 estaven desocupats. 358 eren cases i 320 eren apartaments. Dels 381 habitatges principals, 245 estaven ocupats pels seus propietaris, 114 estaven llogats i ocupats pels llogaters i 22 estaven cedits a títol gratuït; 12 tenien una cambra, 21 en tenien dues, 61 en tenien tres, 86 en tenien quatre i 201 en tenien cinc o més. 290 habitatges disposaven pel capbaix d'una plaça de pàrquing. A 203 habitatges hi havia un automòbil i a 136 n'hi havia dos o més.

### Piràmide de població
La piràmide de població per edats i sexe el 2009 era:
| Homes | Edats   | Dones |
| ----- | ------- | ----- |
| 0     | 95 o +  | 4     |
| 4     | 90 a 94 | 4     |
| 12    | 85 a 89 | 12    |
| 4     | 80 a 84 | 20    |
| 8     | 75 a 79 | 16    |
| 20    | 70 a 74 | 40    |
| 16    | 65 a 69 | 24    |
| 20    | 60 a 64 | 16    |
| 24    | 55 a 59 | 16    |
| 28    | 50 a 54 | 28    |
| 28    | 45 a 49 | 24    |
| 48    | 40 a 44 | 36    |
| 20    | 35 a 39 | 28    |
| 28    | 30 a 34 | 36    |
| 48    | 25 a 29 | 28    |
| 16    | 20 a 24 | 8     |
| 44    | 15 a 19 | 24    |
| 32    | 10 a 14 | 32    |
| 20    | 5 a 9   | 52    |
| 4     | 0 a 4   | 32    |

## Economia
El 2007 la població en edat de treballar era de 586 persones, 438 eren actives i 148 eren inactives. De les 438 persones actives 410 estaven ocupades (230 homes i 180 dones) i 26 estaven aturades (10 homes i 16 dones). De les 148 persones inactives 42 estaven jubilades, 56 estaven estudiant i 50 estaven classificades com a «altres inactius».

### Ingressos
El 2009 a Mouthe hi havia 411 unitats fiscals que integraven 951 persones, la mediana anual d'ingressos fiscals per persona era de 22.237 €.

### Activitats econòmiques
Dels 79 establiments que hi havia el 2007, 2 eren d'empreses extractives, 3 d'empreses alimentàries, 4 d'empreses de fabricació d'altres productes industrials, 9 d'empreses de construcció, 12 d'empreses de comerç i reparació d'automòbils, 4 d'empreses de transport, 11 d'empreses d'hostatgeria i restauració, 1 d'una empresa d'informació i comunicació, 3 d'empreses financeres, 3 d'empreses immobiliàries, 6 d'empreses de serveis, 18 d'entitats de l'administració pública i 3 d'empreses classificades com a «altres activitats de serveis».
Dels 23 establiments de servei als particulars que hi havia el 2009, 1 era una oficina d'administració d'Hisenda pública, 1 gendarmeria, 1 oficina de correu, 2 oficines bancàries, 1 funerària, 2 tallers de reparació d'automòbils i de material agrícola, 1 paleta, 1 guixaire pintor, 2 fusteries, 2 lampisteries, 1 electricista, 2 perruqueries, 5 restaurants i 1 saló de bellesa.
Dels 8 establiments comercials que hi havia el 2009, 1 era un hipermercat, 1 una botiga de menys de 120 m², 2 carnisseries, 1 una llibreria, 1 una botiga de mobles, 1 una botiga de material de revestiment de parets i terra i 1 una joieria.
L'any 2000 a Mouthe hi havia 7 explotacions agrícoles que ocupaven un total de 658 hectàrees.

## Equipaments sanitaris i escolars
El 2009 hi havia 1 hospital de tractaments de curta durada, 1 hospital de tractaments de mitja durada (seguiment i rehabilitació), 1 un hospital de tractaments de llarga durada, 1 centre de salut i 1 farmàcia.
El 2009 hi havia 2 escoles elementals. Mouthe disposava d'un col·legi d'educació secundària amb 395 alumnes.

## Poblacions més properes
El següent diagrama mostra les poblacions més properes.